# Інцинг
Інцинг (нім. Inzing) — громада на Заході Австрії у складі федеральної землі Тіроль. Населення становить 3288 осіб (на 31 грудня 2005 року). Займає площу 19.37 км². Офіційний код - 70319 .

## Історія
Перша письмова згадка датується 1034 роком.

## Економіка
У селищі присутня деревообробна та рекреаційні галузі.